# Provincia di Caravelí
La provincia di Caravelí è una provincia del Perù, situata nella regione di Arequipa.

## Geografia antropica

### Suddivisioni amministrative
È divisa in tredici distretti:
- Acarí[2]
- Atico[3]
- Atiquipa[4]
- Bella Unión[5]
- Cahuacho[6]
- Caravelí[7]
- Chala[8]
- Chaparra[9]
- Huanuhuanu[10]
- Jaqui[11]
- Lomas[12]
- Quicacha[13]
- Yauca[14]